# Pahia
À ne pas confondre avec Paihia, ville touristique de l’Île du Nord.
Pahia est une petite localité rurale sur la côte de la région du Southland, située tout au sud de l’Île du Sud de la Nouvelle-Zélande.

## Situation
La ville de Pahia est entourée des zones des Ruahine, Wakapatu, Round Hill, Colac Bay et Orepuki.
La route principale, allant d’Orepuki à Riverton: la Hwy (une section de la route State Highway 99 (en)), court à travers le village de Pahia.
Pahia est à 15 minutes de la ville de Riverton, à 20 minutes de la ville de Tuatapere et 45 minutes de la cité  d’Invercargill.

## Géographie
De ce point de vue, Pahia siège entre la forêt épaisse, qui couvre la chaîne de  Longwood (en) et la mer de Tasman.
Il y a trois points de vue au niveau de la baie de Te Waewae (en) et Princess Mountains, et aussi en direction de l’île Stewart/Rakiura.
Les collines de Pahia et à travers la plaine de Ruahine, les collines de Ruahine Hills et le mont Victoria constituent quelques-uns des paysages caractéristiques de la géographie locale.
La ville de Pahia est exposée aux vents venant de la mer mais doit aussi partager la douceur relative de son climat.
La température en moyenne, y est plus froide que dans le reste de Central Otago, mais il est rare d’avoir de la neige qui se fixe au sol en hiver.

## Histoire
Durant les premières années des contacts des Européens avec la Nouvelle-Zélande, Pahia fut le domicile d’un village substantiel de Māori et le site d’un pā (fortement fortifié) en particulier près de Cosy Nook (connu localement comme Old Pā).
Le village servait comme un point de contact important pour les Européens, qu’ils soient chasseurs de phoques ou commerçants recherchant des patates ou du phormium (flax) pour le marché australien dans les années 1820.

## Toponymie
L’origine de la dénomination est incertaine.
Une théorie est que le nom de Pahia vient du nom du chef du village à cette époque, Tahu Pahia.
Une autre théorie est que c’est une translation littérale pour ‘clapé', faisant référence à la colline ressemblant à un repas de nourriture en purée ou pilée.

## Activité
La ville de Pahia utilisait un système sur des rails pour se déplacer à travers les entreprises industrielles de fromagerie, de bois de forêt et aussi une petite mine d’or.
Il y avait aussi autrefois une école primaire nommée Pahia School, qui ferma ses portes en 1997.
Pahia est une partie du chemin de randonnée historique avec une signalisation, vous informant de son histoire.
La zone aujourd’hui est formée de fermes d’élevage comprenant les moutons, de l’élevage laitier mais aussi les cerfs pour la viande.

## Attractions à proximité de Pahia
- Cosy Nook, est un tout petit village de pêcheurs
- Porridge, est un des plus fameux spots de surf du monde